# 艾蜜莉·摩提默
艾蜜莉·凯瑟琳·安·莫提梅（1971年12月1日—），英國演員，英国女明星，1971年出生於英国伦敦，是推理小说家约翰·莫提梅的大女儿。以舞台劇出身，後參與電影演出及電視演出，主要作品包括《暗夜獵殺》、《超級製作人》、《還我童真》、《奪命狂呼3 - 終極篇》、《迷失決勝分》、《充氣娃娃之戀》、《雨果的冒險》、《汽車總動員2》、《隔離島》、《哈里·布朗》、《我的白癡老哥》、《新聞編輯室》與《魔法保姆》。

## 生平
在获得牛津大学英文和俄文学位之后，艾蜜莉·莫提梅选择在报社做专栏记者；她表示，表演是她在成长过程中装做自己不想去做的事情。大学期间她出演过一些校园剧目，由此被制片人发掘，在根据Catherine Cookson书作改编的影片《The Glass Virgin》出演一个龙套角色，此后她登上了电视荧屏。1996年，艾蜜莉·莫提梅在惊悚片《黑夜幽灵》中扮演方·基默的妻子，贡献片中唯一一抹亮眼的女性色彩，之后得到爱尔兰浪漫爱情片《The Last of the High Kings》中更加重要的角色，扮演杰瑞德·莱托得不到的梦中女孩，1997年则通过《神鬼至尊》中再次和方·基默合作。
1998年，艾蜜莉·莫提梅担任美国A&E电视台制作的侦探剧集《漂流的杀人獾》（The Killings at Badger's Drift）的主角，此后又出演PBS“杰作剧场”的《萝西与苹果酒》（Cider With Rosie）中命运坎坷的美丽女子；随后，NBC制作的《诺亚方舟》中，艾蜜莉·莫提梅饰演以斯帖王后，出现在更多的观众面前。此外，1999年她还出演了经典的爱情片《新娘百分百》以及一部英国独立影片《Killing Joe》。
艾蜜莉·莫提梅在戏剧舞台上的表现同样令人印象深刻，代表作品有伦敦皇家宫廷剧院的《The Lights》、爱丁堡Lyceum剧院的《威尼斯商人》等。2003年，由簡尼夫·班納执导的歌舞版本莎士比亚经典喜剧《Love's Labour's Lost》当中，被要求开口唱歌的她令一些影迷感到失望。不久后和布鲁斯·威利斯合作的《还我童真》（Disney's The Kid）再次让人们看到了英伦美女的迷人魅力。此外，这段时期她还出现在了吴宇森的《獵風行動》当中。
2002年，艾蜜莉·莫提梅同森姆·積遜合作《毒家交易》，公式化的动作片没能带来惊喜，此后是喜剧小品《美麗與動人》以及发生在上世纪三十年代殖民地时期的《字典情人》。
2003年，莫提梅在黑色喜剧片《两个兄弟一个新娘》（A Foreign Affair）中扮演给来到俄国的两兄弟作翻译的电视女记者。同年带有色情色彩的惊悚片《烈火亞當》中，默提梅扮演了伊万·迈克格雷戈死去的前女友。
2004年为来自日本的动画片配音之后，主演影片。这是一部简单而又温馨的作品。她饰演的年轻妈妈为了保护失聪的9岁儿子远离父亲的虐待而带着他四处飘泊，并且谎称孩子的父亲是在远方的大海上航行。
2005年，伍迪·艾伦再次呈现巅峰创作状态带来影片《迷失決勝分》，艾蜜莉·莫提梅在当中饰演的富家小姐单纯而又善良，误以为在网球教练身上找到真爱的她不过是对方进入上流社会的工具。
2006年，莫提梅出演了新版《粉紅豹》并且和卢夫斯·塞维尔携手出现在《巴黎，我爱你》之拉雪兹公墓（Père-Lachaise）部分当中，后者的导演也正是和莫提梅合作过《驚聲尖叫3》的韦斯·克拉文。同年11月，艾蜜莉·莫提梅又与雷恩·葛斯林出演影片《充氣娃娃之戀》。
2016年，出演了由新銳導演Nic Mathieu所執導的現代科幻驚悚動作片《幽冥》，做為片中唯一一位主要女性角色，莫迪默成功詮釋出政府特工一方面想要獲取科技機密而另一方面又想要保護無辜人並維護人性的矛盾。全片以現代戰爭的方式呈現，莫迪默也展示了少見的大量動作戲份。

## 外部連結
- 艾蜜莉·摩提默在互联网电影资料库（IMDb）上的資料（英文）
- 爛番茄上《艾蜜莉·摩提默》的資料（英文）
- 艾蜜莉·摩提默在TV.com